# Grauwe treurtiran
De grauwe treurtiran (Laniocera hypopyrra) is een zangvogel uit de familie Tityridae.

## Verspreiding en leefgebied
Deze soort komt voor in het Amazonegebied en in het zuidoosten van Brazilië.

## Jongen
De jongen van de grauwe treurtiran zijn feloranje gekleurd. Hierdoor zijn ze extra goed zichtbaar, maar lijken ze ook op een giftige rups (van de familie Megalopygidae). De jongen imiteren deze giftige rups als het nest verstoord wordt door hun kop rustig heen en weer te bewegen. Als de ouders het nest naderen geven zij een speciaal geluid waardoor de jongen weten dat het veilig is. Pas daarna zullen de jongen om voedsel bedelen.

## Status
De grootte van de populatie is niet gekwantificeerd maar de soort wordt omschreven als schaars en met een versnipperde verspreiding. Op de Rode lijst van de IUCN heeft deze soort de status niet bedreigd.